# Referendum in Lituania
A partire dalla dichiarazione di indipendenza dall'Unione Sovietica, l'11 marzo 1990, sono stati svolti dieci referendum in Lituania. A causa degli stretti requisiti, solo quattro di questi hanno avuto successo; le vecchie leggi lituane prevedevano che, affinché un referendum fosse valido (e quindi il governo fosse obbligato ad approvarlo), dovesse votare in favore della proposta più del 50% degli aventi diritto al voto (non dei partecipanti al voto). Nel 2002 tale regola è stata resa meno stringente, in quanto oggi è richiesto solo un terzo degli aventi diritto.
La procedura di indizione di un referendum non è semplice; coloro che intendono indirlo, devono presentare 300.000 firme di aventi diritto al voto raccolte in tre mesi; in alternativa, lo svolgimento della consultazione può essere approvato dal Seimas, il Parlamento della Lituania, se almeno un quarto dei deputati vota a favore. Nonostante le difficoltà, l'idea di indire referendum è molto popolare tra i politici.

## Cambiamenti del 2002
Anticipando il referendum riguardante l'accesso all'Unione europea, la Legge sul Referendum fu approvata il 4 giugno 2002.
Tale legge prescrive che il voto sia condotto basandosi su principi democratici: il voto deve essere universale, diretto, eguale e segreto. Esistono due tipi di referendum: vincolante e consultivo (deliberativo). I referendum vincolanti devono tenersi per:
1. modificare il Capitolo 1 (Lo Stato della Lituania) e 14 (Modifica della Costituzione) della Costituzione della Lituania
2. modificare l'Atto Costituzionale dell'8 giugno 1992 "Sul Non-Allineamento della Repubblica di Lituania verso le alleanze orientali post-sovietiche"
3. approvare la partecipazione alle organizzazioni internazionali se l'accesso comporta il parziale trasferimento di competenza dei corpi governativi alle istituzioni internazionali
4. possono tenersi altri referendum vincolanti o consultivi se un numero sufficiente di elettori esprime il sostegno alla consultazione, indicando anche il tipo del referendum.

La legge ha diminuito il numero di voti richiesto per approvare la risoluzione. Per i referendum consultivi, deve partecipare la metà degli aventi diritto e metà dei partecipanti deve votare a favore. Il Seimas ha poi un mese per decidere sulla risoluzione. Per i referendum vincolanti, in luogo della metà degli elettori, è richiesto solo un terzo; inoltre, deve partecipare più della metà degli elettori e, tra i partecipanti, almeno la metà deve votare a favore. Vi sono eccezioni a tale regola:
1. per cambiare la prima frase ("Lo Stato della Lituania è una Repubblica indipendente e democratica") della Costituzione e per modificare l'Atto Costituzionale dell'8 giugno 1992, è richiesto il voto di almeno tre quarti degli aventi diritto al voto
2. per modificare i Capitoli 1 e 14 della Costituzione ci deve essere l'approvazione di più della metà di tutti gli aventi diritto
3. la decisione sulla partecipazione alle organizzazioni internazionali è adottata se è stata approvata da almeno metà di coloro che partecipano al referendum. Questa eccezione fu adottata il 25 febbraio 2003, appena due mesi e mezzo prima del referendum sull'UE.

La legge ha inoltre diminuito il numero dei voti del Seimas necessari per indire un referendum da un terzo a un quarto. I requisiti per indire un referendum da parte dei cittadini sono invece rimasti invariati: è necessaria la raccolta di 300.000 firme in tre mesi.

## Risultati dei referendum
I referendum che hanno avuto successo sono segnati in verde, mentre quelli che sono falliti sono segnati in rosa. Il colore denota il numero che è stato utilizzato per determinare il risultato. I referendum falliscono se si reca alle urne meno del 50% degli elettori, ma anche se, in caso di superamento della soglia del 50%, il numero dei favorevoli non supera il 50% del numero degli aventi diritto al voto.
| #  | Data              | Argomento                                                                                        | Affluenza (%) | "Sì" (%)   | "Sì" (%)    | "No" (%)   | "No" (%)    |
| #  | Data              | Argomento                                                                                        | Affluenza (%) | del totale | dei votanti | del totale | dei votanti |
| -- | ----------------- | ------------------------------------------------------------------------------------------------ | ------------- | ---------- | ----------- | ---------- | ----------- |
| 1  | 9 febbraio 1991   | Richiesta di indipendenza dall'Unione Sovietica                                                  | 84,74         | 76,46      | 90,24       | 5,54       | 6,54        |
| 2  | 23 maggio 1992    | Re-istituzione della carica di Presidente della Lituania                                         | 59,18         | 40,99      | 69,27       | 15,13      | 25,57       |
| 3  | 14 giugno 1992    | Richiesta di ritiro immediato delle truppe russe e di compensazione per i danni subiti dall'URSS | 76,05         | 68,95      | 90,67       | 5,51       | 7,25        |
| 4  | 25 ottobre 1992   | Approvazione della Costituzione della Lituania                                                   | 75,26         | 56,75      | 75,42       | 15,78      | 20,98       |
| 5  | 27 agosto 1994    | Approvazione di una legge sulla privatizzazione illegale                                         | 36,89         | 30,85      | 83,63       | 3,81       | 10,34       |
| 6  | 20 ottobre 1996   | Modifica degli Articoli 55, 57, e 131 della Costituzione                                         | 52,11         | 33.86      | 65,00       | 9,18       | 17,63       |
| 7  | 20 ottobre 1996   | Compensazione dei depositi con fondi della privatizzazione                                       | 52,46         | 38,97      | 74,31       | 10,01      | 19,10       |
| 8  | 10 novembre 1996  | Modifica dell'Articolo 47 della Costituzione                                                     | 39,73         | 17,24      | 43,41       | 15,91      | 40,05       |
| 9  | 10—11 maggio 2003 | Adesione all'Unione europea                                                                      | 63,37         | 57,00      | 89,95       | 5,59       | 8,82        |
| 10 | 12 ottobre 2008   | Estensione dell'operatività della centrale nucleare di Ignalina                                  | 48,44         | 44,28      | 91,41       | 4,03       | 8,32        |